# Selección de squash de los Países Bajos
La selección de squash de los Países Bajos representa a los Países Bajos en las competiciones internacionales de equipos de squash y está gobernado por la Federación Neerlandesa de Squash.
Desde 1981, Holanda ha participado en un cuarto de final del Campeonato Mundial de Squash por Equipos, en 2007.

## Jugadores

### Equipo actual
- Laurens Jan Anjema
- Dylan Bennett
- Sebastiaan Weenink
- Bart Ravelli
- Marc Ter Sluis

## Participaciones

### Campeonato Mundial de Squash por Equipos
| Año   | Resultado        | Pos.         | G            | P            |
| ----- | ---------------- | ------------ | ------------ | ------------ |
| 1967  | No participó     | No participó | No participó | No participó |
| 1979  | No participó     | No participó | No participó | No participó |
| 1981  | Fase de grupos   | 15\|         | 3            | 5            |
| 1983  | No participó     | No participó | No participó | No participó |
| 1985  | Fase de grupos   | 11º          | 6            | 3            |
| 1987  | Fase de grupos   | 10°          | 5            | 3            |
| 1989  | Fase de grupos   | 13°          | 2            | 6            |
| 1991  | Fase de grupos   | 6°           | 4            | 2            |
| 1993  | Fase de grupos   | 11º          | 1            | 4            |
| 1995  | Fase de grupos   | 17°          | 3            | 3            |
| 1997  | Fase de grupos   | 14°          | 4            | 2            |
| 1999  | Fase de grupos   | 19°          | 3            | 3            |
| 2001  | Octavos de final | 14°          | 3            | 3            |
| 2003  | Octavos de final | 11º          | 3            | 3            |
| 2005  | Octavos de final | 12º          | 2            | 4            |
| 2007  | Cuartos de final | 7°           | 4            | 3            |
| 2009  | Octavos de final | 14°          | 2            | 4            |
| 2011  | Octavos de final | 9°           | 4            | 3            |
| 2013  | Fase de grupos   | 18°          | 4            | 3            |
| 2015  | Cancelado        | Cancelado    | Cancelado    | Cancelado    |
| 2017  | No participó     | No participó | No participó | No participó |
| 2019  | No participó     | No participó | No participó | No participó |
| Total | 0 Título         | 16/26        | 53           | 54           |

### Campeonato Europeo de Squash por Equipos
| Año   | Resultado       | Pos.              |
| ----- | --------------- | ----------------- |
| 1973  | Fuera del Top 4 | Fuera del Top 4   |
| 1974  | Fuera del Top 4 | Fuera del Top 4   |
| 1975  | Fuera del Top 4 | Fuera del Top 4   |
| 1976  | Fuera del Top 4 | Fuera del Top 4   |
| 1977  | Fuera del Top 4 | Fuera del Top 4   |
| 1978  | Fuera del Top 4 | Fuera del Top 4   |
| 1979  | Fuera del Top 4 | Fuera del Top 4   |
| 1980  | Fuera del Top 4 | Fuera del Top 4   |
| 1981  | Fuera del Top 4 | Fuera del Top 4   |
| 1982  | Fuera del Top 4 | Fuera del Top 4   |
| 1983  | Semifinal       | 4°                |
| 1984  | Fuera del Top 4 | Fuera del Top 4   |
| 1985  | Semifinal       | 4°                |
| 1986  | Fuera del Top 4 | Fuera del Top 4   |
| 1987  | Fuera del Top 4 | Fuera del Top 4   |
| 1988  | Fuera del Top 4 | Fuera del Top 4   |
| 1989  | Fuera del Top 4 | Fuera del Top 4   |
| 1990  | Fuera del Top 4 | Fuera del Top 4   |
| 1991  | Semifinal       | 4°                |
| 1992  | Fuera del Top 4 | Fuera del Top 4   |
| 1993  | Fuera del Top 4 | Fuera del Top 4   |
| 1994  | Fuera del Top 4 | Fuera del Top 4   |
| 1995  | Fuera del Top 4 | Fuera del Top 4   |
| 1996  | Fuera del Top 4 | Fuera del Top 4   |
| 1997  | Fuera del Top 4 | Fuera del Top 4   |
| 1998  | Fuera del Top 4 | Fuera del Top 4   |
| 1999  | Fuera del Top 4 | Fuera del Top 4   |
| 2000  | Fuera del Top 4 | Fuera del Top 4   |
| 2001  | Fuera del Top 4 | Fuera del Top 4   |
| 2002  | Semifinal       | 4°                |
| 2003  | Semifinal       | 4°                |
| 2004  | Semifinal       | 4°                |
| 2005  | Semifinal       | Medalla de bronce |
| 2006  | Semifinal       | Medalla de bronce |
| 2007  | Final           | Medalla de plata  |
| 2008  | Semifinal       | Medalla de bronce |
| 2009  | Semifinal       | 4°                |
| 2010  | Semifinal       | Medalla de bronce |
| 2011  | Semifinal       | 4°                |
| 2012  | Fuera del Top 4 | Fuera del Top 4   |
| 2013  | Fuera del Top 4 | Fuera del Top 4   |
| 2014  | Fuera del Top 4 | Fuera del Top 4   |
| 2015  | Fuera del Top 4 | Fuera del Top 4   |
| 2016  | Fuera del Top 4 | Fuera del Top 4   |
| 2017  | Fuera del Top 4 | Fuera del Top 4   |
| 2018  | Fuera del Top 4 | Fuera del Top 4   |
| 2019  | Fuera del Top 4 | Fuera del Top 4   |
| Total | 0 títulos       | 48/48             |